# Autosnelweg Banja Luka - Doboj
De Autosnelweg Banja Luka - Doboj (Servisch: Autoput Banja Luka - Doboj, ook wel 9. Januar genoemd) is een deels gereliseerde autosnelweg in Bosnië en Herzegovina, die door de Servische Republiek loopt. De weg zal uiteindelijk van Mahovljani naar Doboj lopen. In Mahovljani zal de weg aansluiten op de E661 naar Banja Luka en Zagreb en in Doboj op de A-1 naar Sarajevo en Osijek. Zo zal de weg een alternatief gaan vormen voor de nationale weg M-4. Door politieke problemen tussen de Federatie van Bosnië en Herzegovina en de Servische Republiek gaat het uitdelen van nummers moeizaam en heeft de autosnelweg nog geen nummer.

## Openstellingen
Op 11 september 2016 is een deel van deze autosnelweg geopend, namelijk tussen Doboj en Prnjavor. Het tracé is 36,6 kilometer lang.